# Courlis
Numenius
Genre
Numenius est un genre d'oiseaux limicoles qui ont courlis pour nom normalisé.

## Description
Les courlis sont caractérisés par un bec long, fin et recourbé vers le bas, et un plumage surtout marron avec peu de changements suivant la saison. Ils représentent une des lignées les plus anciennes de limicoles scolopacidés, avec les barges qui leur ressemblent mais possèdent des becs droits ou légèrement retroussés. En Europe on désigne généralement par « courlis » une seule espèce, le Courlis cendré (Numenius arquata).

## Alimentation
Les courlis trouvent leur nourriture dans la vase ou la terre très molle, où ils cherchent des vers et d'autres invertébrés avec leurs longs becs. Ils prennent aussi des crabes et des animaux analogues.
Les œdicnèmes, souvent nommés « courlis de terre », ne sont pas de vrais courlis (famille des scolopacidés), mais ils appartiennent à la famille des burhinidés, classée dans le même ordre des Charadriiformes.

## Liste des espèces
D'après la classification de référence (version 14.1, 2024) de l'Union internationale des ornithologues, il y a 9 espèces du genre Numenius (ordre phylogénique) :
- Numenius tahitiensis (Gmelin, JF, 1789) – Courlis d'Alaska ;
- Numenius phaeopus (Linnaeus, 1758) – Courlis corlieu ;
- Numenius hudsonicus Latham, 1790 – Courlis hudsonien ;
- Numenius minutus Gould, 1841 – Courlis nain ;
- Numenius borealis (Forster, JR, 1772) – Courlis esquimau ;
- Numenius americanus Bechstein, 1812 – Courlis à long bec ;
- Numenius madagascariensis (Linnaeus, 1766) – Courlis de Sibérie ;
- Numenius tenuirostris Vieillot, 1817 – Courlis à bec grêle ;
- Numenius arquata (Linnaeus, 1758) – Courlis cendré.

Le cladogramme suivant montre les relations génétiques entre les espèces. Il est basé sur une étude publiée en 2023.
|  | Courlis d'Alaska (N. tahitiensis)                                                                   |
|  | |
|  | \| \| Courlis corlieu (N. phaeopus) \| \| \| \| \| \| Courlis hudsonien (N. hudsonicus) \| \| \| \| |
|  | |
|  | Courlis corlieu (N. phaeopus)                                                                       |
|  | |
|  | Courlis hudsonien (N. hudsonicus)                                                                   |
|  | |

|  | Courlis corlieu (N. phaeopus)     |
|  |                                   |
|  | Courlis hudsonien (N. hudsonicus) |
|  |                                   |

|  | Courlis d'Alaska (N. tahitiensis)                                                                   |
|  | |
|  | \| \| Courlis corlieu (N. phaeopus) \| \| \| \| \| \| Courlis hudsonien (N. hudsonicus) \| \| \| \| |
|  | |
|  | Courlis corlieu (N. phaeopus)                                                                       |
|  | |
|  | Courlis hudsonien (N. hudsonicus)                                                                   |
|  | |

|  | Courlis corlieu (N. phaeopus)     |
|  |                                   |
|  | Courlis hudsonien (N. hudsonicus) |
|  |                                   |

|  | Courlis à long bec (N. americanus) |
|  |                                    |
|  | Courlis esquimau (N. borealis)     |
|  |                                    |

|  | Courlis de Sibérie (N. madagascariensis)                                                              |
|  | |
|  | \| \| Courlis cendré (N. arquata) \| \| \| \| \| \| Courlis à bec grêle (N. tenuirostris) \| \| \| \| |
|  | |
|  | Courlis cendré (N. arquata)                                                                           |
|  | |
|  | Courlis à bec grêle (N. tenuirostris)                                                                 |
|  | |

|  | Courlis cendré (N. arquata)           |
|  |                                       |
|  | Courlis à bec grêle (N. tenuirostris) |
|  |                                       |

|  | Courlis à long bec (N. americanus) |
|  |                                    |
|  | Courlis esquimau (N. borealis)     |
|  |                                    |

|  | Courlis de Sibérie (N. madagascariensis)                                                              |
|  | |
|  | \| \| Courlis cendré (N. arquata) \| \| \| \| \| \| Courlis à bec grêle (N. tenuirostris) \| \| \| \| |
|  | |
|  | Courlis cendré (N. arquata)                                                                           |
|  | |
|  | Courlis à bec grêle (N. tenuirostris)                                                                 |
|  | |

|  | Courlis cendré (N. arquata)           |
|  |                                       |
|  | Courlis à bec grêle (N. tenuirostris) |
|  |                                       |

|  | Courlis d'Alaska (N. tahitiensis)                                                                   |
|  | |
|  | \| \| Courlis corlieu (N. phaeopus) \| \| \| \| \| \| Courlis hudsonien (N. hudsonicus) \| \| \| \| |
|  | |
|  | Courlis corlieu (N. phaeopus)                                                                       |
|  | |
|  | Courlis hudsonien (N. hudsonicus)                                                                   |
|  | |

|  | Courlis corlieu (N. phaeopus)     |
|  |                                   |
|  | Courlis hudsonien (N. hudsonicus) |
|  |                                   |

|  | Courlis d'Alaska (N. tahitiensis)                                                                   |
|  | |
|  | \| \| Courlis corlieu (N. phaeopus) \| \| \| \| \| \| Courlis hudsonien (N. hudsonicus) \| \| \| \| |
|  | |
|  | Courlis corlieu (N. phaeopus)                                                                       |
|  | |
|  | Courlis hudsonien (N. hudsonicus)                                                                   |
|  | |

|  | Courlis corlieu (N. phaeopus)     |
|  |                                   |
|  | Courlis hudsonien (N. hudsonicus) |
|  |                                   |

|  | Courlis à long bec (N. americanus) |
|  |                                    |
|  | Courlis esquimau (N. borealis)     |
|  |                                    |

|  | Courlis de Sibérie (N. madagascariensis)                                                              |
|  | |
|  | \| \| Courlis cendré (N. arquata) \| \| \| \| \| \| Courlis à bec grêle (N. tenuirostris) \| \| \| \| |
|  | |
|  | Courlis cendré (N. arquata)                                                                           |
|  | |
|  | Courlis à bec grêle (N. tenuirostris)                                                                 |
|  | |

|  | Courlis cendré (N. arquata)           |
|  |                                       |
|  | Courlis à bec grêle (N. tenuirostris) |
|  |                                       |

|  | Courlis à long bec (N. americanus) |
|  |                                    |
|  | Courlis esquimau (N. borealis)     |
|  |                                    |

|  | Courlis de Sibérie (N. madagascariensis)                                                              |
|  | |
|  | \| \| Courlis cendré (N. arquata) \| \| \| \| \| \| Courlis à bec grêle (N. tenuirostris) \| \| \| \| |
|  | |
|  | Courlis cendré (N. arquata)                                                                           |
|  | |
|  | Courlis à bec grêle (N. tenuirostris)                                                                 |
|  | |

|  | Courlis cendré (N. arquata)           |
|  |                                       |
|  | Courlis à bec grêle (N. tenuirostris) |
|  |                                       |